# Финал Кубка СССР по футболу 1955
Финал Кубка СССР по футболу 1955 состоялся 16 октября 1955 года. ЦДСА переиграл московское «Динамо» со счётом 2:1 и стал обладателем Кубка СССР.

## Путь к финалу
| ЦДСА               | ЦДСА     | ЦДСА | Этап       | Динамо (Москва)    | Динамо (Москва) | Динамо (Москва) |
| ------------------ | -------- | ---- | ---------- | ------------------ | --------------- | --------------- |
| Соперник           | Место    | Счёт |            | Соперник           | Место           | Счёт            |
| Крылья Советов     | Дома     | 3:2  | 1/8 финала | Трудовые резервы Л | Дома            | 2:0             |
| Динамо (Тбилиси)   | В гостях | 1:0  | 1/4 финала | Спартак (Вильнюс)  | Дома            | 2:0             |
| Локомотив (Москва) | Дома     | 1:0  | 1/2 финала | Спартак (Москва)   | Дома            | 4:1             |

## Ход финального матча
Московские ЦДСА и «Динамо» во второй раз встречались в рамках финала в истории кубков СССР. В финале Кубка СССР в 1945 году армейцы оказались сильнее (2:1), благодаря голам Валентина Николаева и Александра Виноградова.
В начале встречи футболисты ЦДСА завладели мячом, и уже на 10-й минуте им удалось открыть счёт в матче. Владимир Агапов послал мяч в сетку ворот мимо вышедшего на перехват голкипера «Динамо» Льва Яшина. Ответ динамовцев последовал через 3 минуты: в контратаке из трудного положения забил нападающий Владимир Рыжкин. На 32-й минуте в ворота динамовцев был назначен пенальти, который реализовал Агапов, оформивший свой дубль. Далее игра была отмечена многочисленными грубостями, сказалось недовольство динамовцев действиями арбитра. В самой концовке первого тайма был справедливо удалён Лев Яшин, грубым приёмом нанёсший травму Агапову. Весь второй тайм ворота «Динамо» защищал полузащитник Евгений Байков.
Второй тайм прошёл без какой-либо напряжённой борьбы и острых атак. Оставшиеся вдесятером с полевым игроком в воротах динамовцы не могли рассчитывать на успех, а армейцы не горели желанием увеличить своё преимущество, действуя на редкость неорганизованно в нападении, что отчасти было обусловлено травмой Агапова, которого по тогдашним правилам нельзя было заменить. Московский «ЦДСА» в четвёртый раз стал обладателем Кубка СССР по футболу. Тем не менее, после матча разразился скандал с угрозами руководства «Динамо» опротестовать результат матча, и торжественное вручение Кубка и круг почёта армейцев не состоялись. Церемония была проведена на следующем матче ЦДСА в первенстве СССР.

## Финал
| ЦДСА                  | 2:1   | Динамо Москва |
| --------------------- | ----- | ------------- |
| Агапов 18′ 32′ (пен.) | Отчёт | Рыжкин 20′    |

| ЦДСА:             |  |                   |
|                   |  |                   |
| Вр                |  | Борис Разинский   |
| Зщ                |  | Анатолий Порхунов |
| Зщ                |  | Александр Гришин  |
| Зщ                |  | Михаил Перевалов  |
| ПЗ                |  | Йожеф Беца        |
| ПЗ                |  | Александр Петров  |
| Нап               |  | Владимир Агапов   |
| Нап               |  | Валентин Рыжков   |
| Нап               |  | Виктор Фёдоров    |
| Нап               |  | Валентин Емышев   |
| Нап               |  | Юрий Беляев       |
| Главный тренер:   |  |                   |
| Григорий Пинаичев |  |                   |

| ДИНАМО:         |  |                       |
|                 |  |                       |
| Вр              |  | Лев Яшин 45'          |
| Зщ              |  | Анатолий Родионов     |
| Зщ              |  | Константин Крижевский |
| Зщ              |  | Андрей Юрченко        |
| ПЗ              |  | Евгений Байков        |
| ПЗ              |  | Александр Соколов     |
| Нап             |  | Владимир Шабров       |
| Нап             |  | Генрих Федосов        |
| Нап             |  | Юрий Кузнецов         |
| Нап             |  | Владимир Ильин        |
| Нап             |  | Владимир Рыжкин       |
| Главный тренер: |  |                       |
| Михаил Якушин   |  |                       |